# Скочимиш
Скочимишеви (лат. Dipodidae) су породица сисара из реда глодара. Неке од врста које се називају скочимишима јесу пустињски и монголски скочимиш. Скочимишеви су присутни широм Северне Африке и Азије, и чланови су породице Dipodidae. Они имају тенденцију да живе у врелим пустињама.
Када се јуре, скочимишеви могу да трче до 24 km/h (15 mph). Неке врсте су плен малих совица (Athene noctua) у централној Азији. Већина врста скочимишева има одличан слух који користе како би избегли да постану плен ноћних предатора. Типичан животни век скочимиша је око 6 година.

## Таксономија
Скочимиш, као што је претходно дефинисано, сматрао се парафилетским, а мишеви скакачи (Zapodidae) и мишеви брезе (Sminthidae) такође су класификовани у породицу Dipodidae. Међутим, филогенетска анализа је поделила све три као различите породице, остављајући само скочимиша у Dipodidae и откривајући да су монофилетска група.

## Анатомија и карактеристике тела
Скочимишеви донекле подсећају на минијатурне кенгуре и имају неке спољашње сличности. Обе врсте имају дуге задње ноге, кратке предње и дуге репове. Скочимиш се креће на сличан начин као и кенгури, а то је скакањем или скакутањем. Међутим, када се пажљиво испитају, њихово кретање се разликује: поред брзине, користе оштре скретање и велике вертикалне скокове, да збуне и побегну предаторима. Такође за разлику од кенгура, примарне тетиве на задњим удовима опорављају и поново користе око 3,1-14,3% енергије која је допринела скоку, што је ниже од многих животиња које скакућу.
Као и код других двоножних животиња, њихов форамен магнум — отвор на дну лобање — је померен напред, што побољшава кретање на две ноге. Реп скочимиша може бити дужи од његове главе и тела, а на крају репа се обично види бели грозд длака. Скочимишеви користе своје репове за равнотежу када скачу и као ослонац када седе усправно. Крзно скочимиша је фино и обично је боје песка. Ова боја обично одговара станишту скочимиша (пример криптичног обојења). Неке врсте из породице скочимишева имају дуге уши попут зеца, док друге имају кратке уши попут миша или пацова.

## Понашање
Двоножна локомоција скочимиша укључује скакање, прескакање и трчање, што је повезано са брзим и честим, тешко предвидљивим променама у брзини и смеру, олакшавајући избегавање предатора у односу на четвороножну локомоцију. Ово може објаснити зашто је еволуција двоножног кретања фаворизована код пустињских глодара који се хране у отвореним стаништима.
Скочимишеви су најактивнији у сумрак (крепускуларно). Током дневне врућине склањају се у јазбине. Ноћу напуштају јазбине због хладније температуре околине. Они копају улазе у своју јазбину у близини биљног света, посебно дуж граница поља. Током кишне сезоне, они праве тунеле у насипима или брдима како би смањили ризик од поплава. Током лета, скочимишеви који заузимају рупе зачепљују улаз како би спречили продор врућег ваздуха и, неки истраживачи спекулишу, предатора.. У већини случајева, јазбине су изграђене са излазом за случај нужде који се завршава непосредно испод површине или се отвара на површини, али није јако запречен. Ово омогућава скочимишу да брзо побегне од предатора.
Сродни скочимишеви често стварају четири врсте јазбина. Привремена, летња дневна јазбина се користи за покривање док лове током дана. Они имају другу, привремену јазбину која се користи за ноћни лов. Такође имају две сталне јаме: једну за лето и једну за зиму. Стална летња јазбина се активно користи током целог лета и ту се узгајају млади. Скочимишеви хибернирају током зиме и за то користе сталну зимску јазбину. Привремене јаме су краће од сталних. Баш као и друге животиње које хибернирају, ова створења су тежа пре хибернације, посебно на непашеним местима (Шуај). Такође, већа доступност хране током пре-хибернације доприноси већој телесној маси скочимиша у регионима без испаше и мами више скочимишева да мигрирају у подручја без испаше током пост-хибернације. Испаша негативно утиче на популацију скочимишева пре и после хибернације, али не и на стопу преживљавања.
Скочимишеви су усамљена створења. Када одрасту, обично имају сопствену јазбину и сами траже храну. Међутим, повремено се могу формирати „лабаве колоније”, при чему неке врсте скочимишева копају заједничке јазбине које пружају додатну топлоту када је напољу хладно.

## Исхрана
Већина скочимишева се ослања на биљни материјал као главну компоненту своје исхране, али не могу да једу тврдо семе. Неке врсте опортунистички једу бубе и друге инсекте на које наиђу. За разлику од гербила, није познато да скочимишеви чувају храну.

## Комуникација и перцепција
Many species within the family Dipodidae engage in dust bathing, often a way to use chemical communication. Their keen hearing suggests they may use sounds or vibrations to communicate.

## Репродукција
Системи парења блиско сродних врста из породице Dipodidae сугеришу да они могу бити полигини. За неке блиско сродне врсте скочимиша, парење се обично дешава кратко време након буђења из зимске хибернације. Женка се размножава два пута током лета и одгаја од два до шест младих. Време скотности је између 25 и 35 дана. Мало се зна о улагању родитеља код дугоувог скочимиша. Као и већина сисара, женке доје и брину се за своје младе барем док сисају.

## Класификација
- Фамилија Dipodidae
  - Подфамилија Cardiocraniinae
    - Cardiocranius
      - Cardiocranius paradoxus[7]

    - Salpingotus
      - Salpingotus crassicauda[8]
      - Salpingotus heptneri[9]
      - Salpingotus kozlovi[10]
      - Salpingotus michaelis[11]
      - Salpingotus pallidus[12]
      - Salpingotus thomasi[13]

  - Подфамилија Dipodinae
    - Dipus
      - Dipus sagitta

    - Eremodipus
      - Eremodipus lichensteini

    - Jaculus
      - Jaculus blanfordi
      - Jaculus jaculus
      - Jaculus orientalis
      - Jaculus turcmenicus

    - Stylodipus
      - Stylodipus andrewsi
      - Stylodipus sungorus
      - Stylodipus telum

  - Подфамилија Euchoreutinae
    - Euchoreutes
      - Euchoreutes naso

  - Подфамилија Allactaginae
    - Allactaga
      - Allactaga balikunica
      - Allactaga bullata
      - Allactaga elater
      - Allactaga euphratica
      - Allactaga firouzi
      - Allactaga hotsoni
      - Allactaga major
      - Allactaga severtzovi
      - Allactaga sibirica
      - Allactaga tetradactyla
      - Allactaga vinogradovi
      - Allactodipus bobrinskii

    - Pygeretmus
      - Pygeretmus platyurus
      - Pygeretmus pumilio
      - Pygeretmus shitkovi

  - Подфамилија Paradipodinae
    - Paradipus
      - Paradipus ctenodactylus